# Deutsche Leichtathletik-Hallenmeisterschaften 1997
Die 44. Deutschen Leichtathletik-Hallenmeisterschaften fanden am 22. und 23. Februar 1997 in der Dortmunder Helmut-Körnig-Halle statt. Zum zwölften Mal war Dortmund Gastgeber.
Die 3 × 1000 m der Männer wurden am 16. Februar 1997 im Rahmen der Deutschen Jugend-Hallenmeisterschaften in Neubrandenburg ausgetragen.

## Medaillengewinner

### Männer
| Disziplin      | Gold                                                                                      | Leistung     | Silber                                                                            | Leistung     | Bronze                                                                         | Leistung     |
| -------------- | ----------------------------------------------------------------------------------------- | ------------ | --------------------------------------------------------------------------------- | ------------ | ------------------------------------------------------------------------------ | ------------ |
| 60 m           | Marc Blume (TV Wattenscheid)                                                              | 6,56 s       | Michael Huke (TV Wattenscheid)                                                    | 6,69 s       | Jörg Deerberg (LAC Quelle Fürth/München 1860)                                  | 6,69 s       |
| 200 m          | Florian Gamper (Eintracht Frankfurt)                                                      | 21,21 s      | Holger Vogelgsang (VfL Sindelfingen)                                              | 21,34 s      | Jürgen Urban (LAC Quelle Fürth/München 1860)                                   | 21,76 s      |
| 400 m          | Alexander Müller (LAC Halensee Berlin)                                                    | 46,97 s      | Daniel Bittner (TSV Bayer 04 Leverkusen)                                          | 47,15 s      | Lars Figura (Werder Bremen)                                                    | 47,97 s      |
| 800 m          | Nico Motchebon (LAC Quelle Fürth/München 1860)                                            | 1:53,87 min  | Mark Eplinius (LG Nike Berlin)                                                    | 1:54,12 min  | Joachim Dehmel (LAC Quelle Fürth/München 1860)                                 | 1:54,82 min  |
| 1500 m         | Rüdiger Stenzel (TV Wattenscheid)                                                         | 3:38,75 min  | Dominique Löser (LG Ratio Münster)                                                | 3:38,96 min  | Jörg Haas (TV Schriesheim)                                                     | 3:44,44 min  |
| 3000 m         | Dieter Baumann (TSV Bayer 04 Leverkusen)                                                  | 7:39,32 min  | Mark Ostendarp (TV Wattenscheid)                                                  | 7:56,85 min  | Thorsten Naumann (LAV Bayer Uerdingen/Dormagen)                                | 8:03,35 min  |
| 60 m Hürden    | Mike Fenner (LG Nike Berlin)                                                              | 7,57 s       | Ralf Ruth (LC Rehlingen)                                                          | 7,80 s       | Jérôme Crews (MTG Mannheim)                                                    | 7,84 s       |
| 4 × 200 m      | LAC Quelle Fürth/München 1860Florian Schwarthoff Faliero Graiani Jürgen Urban Jörg Rößler | 1:25,46 min  | Eintracht FrankfurtFlorian Gamper Christian Geiser Holger Kunz Michael Hirschmann | 1:25,48 min  | VfL SindelfingenMichael Schwab Wolfram Ebner Bernd Koschka Holger Vogelgsang   | 1:25,93 min  |
| 4 × 400 m      | TSV Bayer 04 LeverkusenDaniel Bittner Marcus Rau René Oblong Julian Voelkel               | 3:09,68 min  | LG BraunschweigKai Karsten Marko Janke Jörg Teichler Lars Dethlefs                | 3:12,94 min  | LAC Halensee BerlinMarco Seidler Carsten Köhrbrück Alexander Müller Jan Lenzke | 3:13,77 min  |
| 3 × 1000 m     | LAC Quelle Fürth/München 1860Alexander Dehmel Darko Leo Joachim Dehmel                    | 7:16,43 min  | TV SchriesheimKopf Christian Stang Jörg Haas                                      | 7:16,58 min  | OSC BerlinJan Hebecker Michael Gottschalk Torsten Herwig                       | 7:17,83 min  |
| 5000 m Gehen   | Robert Ihly (LG Offenburg)                                                                | 19:41,98 min | Nischan Daimer (Werder Bremen)                                                    | 20:05,38 min | Peter Zanner (LAC Quelle Fürth/München 1860)                                   | 20:10,98 min |
| Hochsprung     | Christian Rhoden (TSV Bayer 04 Leverkusen)                                                | 2,30 m       | Wolfgang Kreißig (MTG Mannheim)                                                   | 2,28 m       | Ralf Sonn (TSG Weinheim)                                                       | 2,26 m       |
| Stabhochsprung | Michael Stolle (TSV Bayer 04 Leverkusen)                                                  | 5,70 m       | Klaus Edward (TSV Bayer 04 Leverkusen)                                            | 5,40 m       | Michael Kühnke (TSV Bayer 04 Leverkusen)                                       | 5,40 m       |
| Weitsprung     | Konstantin Krause (LG Ohra/Hörsel)                                                        | 7,96 m       | Thorsten Heide (TK Hannover)                                                      | 7,84 m       | Dietmar Haaf (FV Salamander Kornwestheim)                                      | 7,60 m       |
| Dreisprung     | Charles Friedek (TSV Bayer 04 Leverkusen)                                                 | 17,07 m      | Volker Mai (SC Neubrandenburg)                                                    | 16,28 m      | Sylvio Rietscher (LG Wedel-Pinneberg)                                          | 15,82 m      |
| Kugelstoßen    | Oliver-Sven Buder (TV Wattenscheid)                                                       | 20,78 m      | Michael Mertens (LG Göttingen)                                                    | 19,96 m      | Andreas Deuschle                                                               | 18,68 m      |

### Frauen
| Disziplin      | Gold                                                                        | Leistung     | Silber                                                                  | Leistung     | Bronze                                                                                          | Leistung     |
| -------------- | --------------------------------------------------------------------------- | ------------ | ----------------------------------------------------------------------- | ------------ | ----------------------------------------------------------------------------------------------- | ------------ |
| 60 m           | Melanie Paschke (TV Wattenscheid)                                           | 7,18 s       | Andrea Philipp (LG Olympia Dortmund)                                    | 7,24 s       | Silke Lichtenhagen (TSV Bayer 04 Leverkusen)                                                    | 7,25 s       |
| 200 m          | Grit Breuer (OSC Berlin)                                                    | 23,32 s      | Birgit Rockmeier (LAG Mittlere Isar)                                    | 23,43 s      | Silke Knoll (LG Olympia Dortmund)                                                               | 23,46 s      |
| 400 m          | Grit Breuer (OSC Berlin)                                                    | 52,04 s      | Anja Rücker (TuS Jena)                                                  | 52,24 s      | Anja Knippel (Erfurter LAC)                                                                     | 53,07 s      |
| 800 m          | Heike Meissner (LG Dresdner SC)                                             | 2:01,84 min  | Ulrike Urbansky (SC Magdeburg)                                          | 2:03,69 min  | Kathleen Friedrich (LAC Chemnitz)                                                               | 2:04,05 min  |
| 1500 m         | Sylvia Kühnemund (SV Halle)                                                 | 4:12,26 min  | Kristina da Fonseca-Wollheim (SV Halle)                                 | 4:12,33 min  | Ann-Kristina Trottnow (LG VfB/Kickers Stuttgart)                                                | 4:14,81 min  |
| 3000 m         | Kristina da Fonseca-Wollheim (SV Halle)                                     | 9:15,63 min  | Luminita Zaituc (LG Braunschweig)                                       | 9:16,43 min  | Ursula Friedmann (LG Offenburg)                                                                 | 9:19,68 min  |
| 60 m Hürden    | Caren Sonn (MTG Mannheim)                                                   | 8,07 s       | Sabine Braun (TV Wattenscheid)                                          | 8,08 s       | Mona Steigauf (USC Mainz)                                                                       | 8,08 s       |
| 4 × 200 m      | LG Olympia DortmundSilke Knoll Andrea Philipp Esther Möller Birgit Brodbeck | 1:35,09 min  | LT DSHS KölnMelanie Chrzan Katja Werner Sandra Görigk Ingeborg Leschnik | 1:36,81 min  | LAC Quelle Fürth/München 1860Daniela Graiani Daniela Messer Christina Schönmetzler Monika Meyer | 1:38,39 min  |
| 3000 m Gehen   | Beate Gummelt (LAC Halensee Berlin)                                         | 12:08,86 min | Gabriele Herold (LAZ Leipzig)                                           | 12:38,81 min | Melanie Seeger (LG Potsdam Luftschiffhafen)                                                     | 12:40,63 min |
| Hochsprung     | Alina Astafei (USC Mainz)                                                   | 1,93 m       | Heike Balck (Schweriner SC)                                             | 1,90 m       | Kerstin Schlawitz (TSV Bayer 04 Leverkusen)                                                     | 1,89 m       |
| Stabhochsprung | Sabine Schulte (LG Bonn/Troisdorf/Niederkassel)                             | 4,10 m       | Nicole Rieger (ASV Landau)                                              | 4,00 m       | Christine Adams (TSV Bayer 04 Leverkusen) Daniela Köpernick (LG Potsdam Luftschiffhafen)        | 4,00 m       |
| Weitsprung     | Heike Drechsler (Erfurter LAC)                                              | 6,74 m       | Mona Steigauf (USC Mainz)                                               | 6,41 m       | Claudia Gerhardt (LAV Bayer Uerdingen/Dormagen)                                                 | 6,38 m       |
| Dreisprung     | Petra Lobinger (TSV Bayer Leverkusen)                                       | 14,07 m      | Angela Barylla (TV Wattenscheid)                                        | 13,52 m      | Ramona Molzan (LAC Quelle Fürth/München 1860)                                                   | 13,37 m      |
| Kugelstoßen    | Stephanie Storp (VfL Wolfsburg)                                             | 18,47 m      | Claudia Mues (LAC Quelle Fürth/München 1860)                            | 18,12 m      | Nadine Kleinert (SC Magdeburg)                                                                  | 17,23 m      |